# Provincia marítima de Valencia
La provincia marítima de Valencia es una de las treinta provincias marítimas en que se divide el litoral de España. Comprende desde la línea que parte con rumbo 045º desde el río Racons hasta el paralelo de la gola de Cerrada. Limita al norte con la provincia marítima de Castellón y al sur con la provincia marítima de Alicante.
La capitanía de esta provincia marítima está situada en Valencia. Su puerto más importante es el puerto de Valencia.
Consta de los siguientes distritos marítimos:
- Gandía (VA-1): desde el río Racons hasta la gola del Perelló.
- Valencia (VA-2): desde la gola del Perelló hasta la gola de la Torre.
- Sagunto (VA-3): desde la gola de la Torre hasta la gola de Cerrada.